# Islam en Rusia

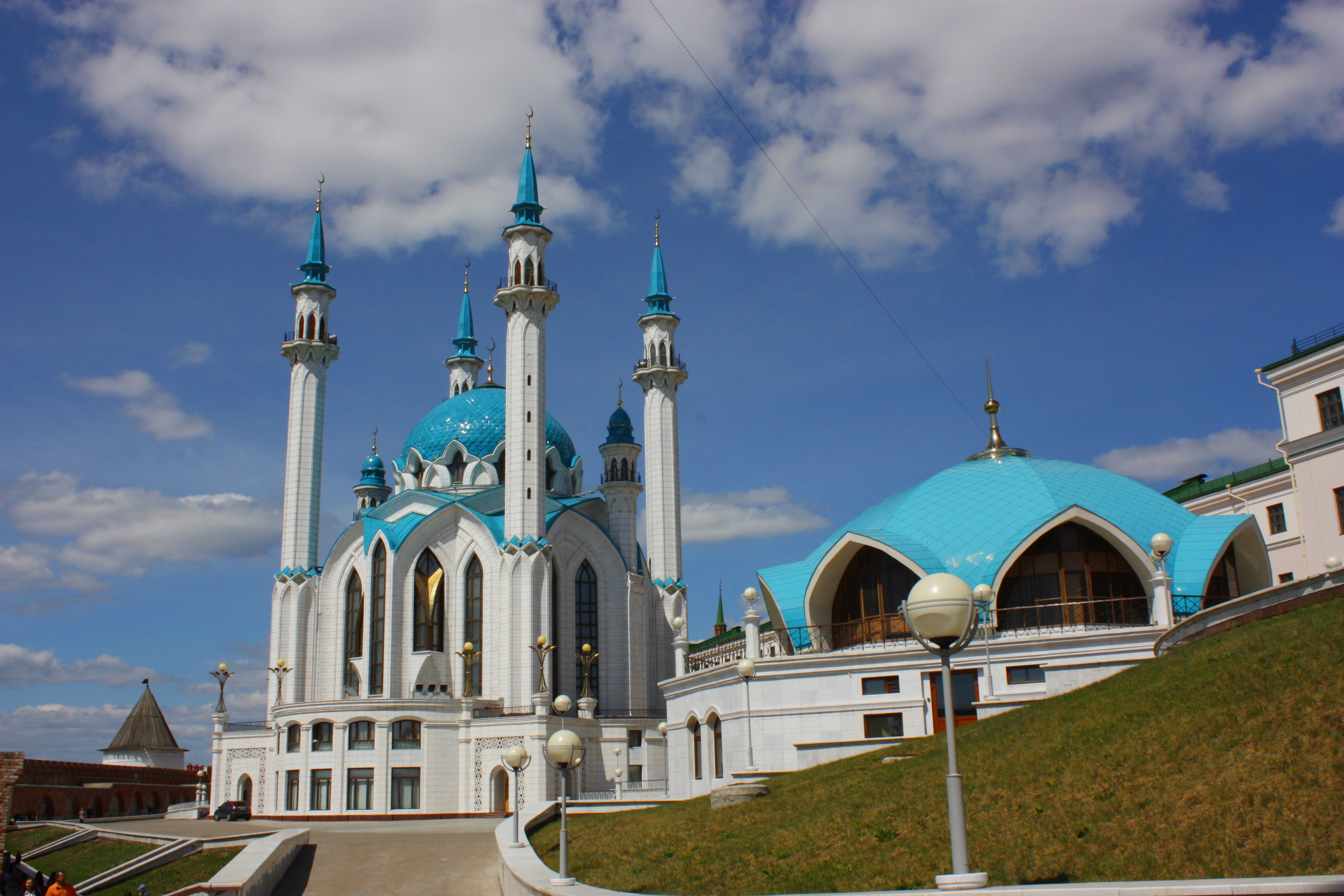
La mezquita de Qolşärif en Kazán, perteneciente a la escuela Hanafi del Islam sunita, es una de las mezquitas más grandes de Rusia.

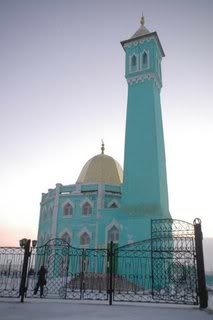
La mezquita de Nord Kamal en Norilsk es la mezquita más septentrional del mundo.

El islam en Rusia es la segunda religión más ampliamente profesada del país, que abarca entre el 17% y el 25% de toda la población rusa. Reconocido por la ley y por los líderes políticos como una de las religiones tradicionales de Rusia, el islam forma parte del patrimonio histórico de Rusia y está subvencionado por el gobierno ruso. La posición del islam como religión rusa oficial, junto con el cristianismo ortodoxo, data de la época de Catalina la Grande, que patrocinó los clérigos islámicos y la erudición a través de la Asamblea de Orenburg.
La historia del islam y Rusia abarca periodos de conflicto entre musulmanes y la mayoría ortodoxa, así como períodos de colaboración y apoyo mutuo. El estudio de Robert Crews sobre los musulmanes que viven bajo el zar indica que «la masa de musulmanes» era leal a ese régimen después de Catalina, y se puso del lado de él sobre su rival otomano. Después de la caída del régimen zarista, la Unión Soviética introdujo una política de ateísmo estatal, lo que impidió la práctica del islam[cita requerida] y llevó a la ejecución y la represión de varios líderes musulmanes.[cita requerida] Tras el colapso de la Unión Soviética, el islam recuperó un espacio prestigioso y legalmente reconocido en la política rusa. Más recientemente, el presidente Vladímir Putin consolidó esta tendencia, subsidiando la creación de mezquitas y la educación islámica, a la que calificó como «parte integral del código cultural de Rusia», alentando la inmigración de los estados del antiguo bloque soviético de mayoría musulmana y enjuiciando lo que el estado ruso considera que es un discurso de odio criminal antimusulmán, como las caricaturas del profeta Mahoma.
Los musulmanes forman una pluralidad de la población de las repúblicas de Baskortostán y Tartaristán en el Distrito Federal del Volga, y predominan entre las nacionalidades en el Distrito Federal Norte Caucásico ubicado entre el Mar Negro y el Mar Caspio: los circasianos, balkars, chechenos, ingushes, Kabardin, Karachay y numerosos pueblos de Daguestán. Además, en el medio de la cuenca del Volga residen poblaciones de búlgaros, tártaros y baskires, la gran mayoría de los cuales son musulmanes. Otras áreas con poblaciones musulmanas notables incluyen Moscú y el Oblast de Orenburg, además de las repúblicas de Adygea y el Oblast de Astracán en el Distrito Federal del Sur. Hay más de 5.000 organizaciones musulmanas religiosas registradas, equivalentes a más de una sexta parte del número de organizaciones religiosas ortodoxas rusas registradas, de aproximadamente 29.268 en diciembre de 2006.

## Historia del islam en Rusia

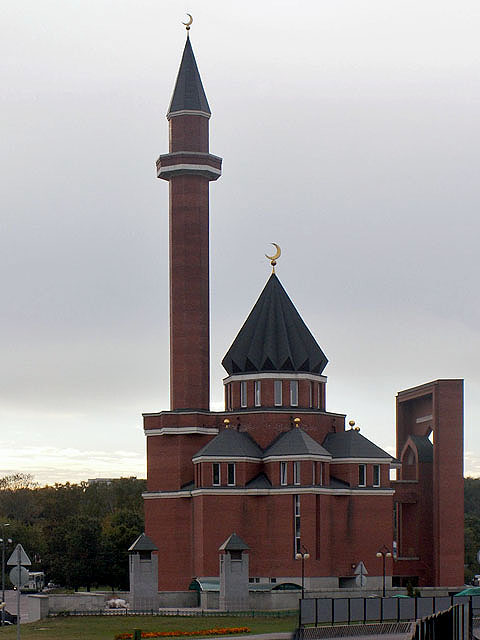
Mezquita en Moscú.

A mediados del siglo VII, como parte de la conquista musulmana de Persia, el islam penetró en la región del Cáucaso, parte de la cual fue incorporada permanentemente por Rusia. Las primeras personas en convertirse en musulmanes en el territorio ruso actual, el pueblo daguestani (región de Derbent), convertido después de las conquistas árabes en el siglo VIII. El primer estado musulmán en las futuras tierras de Rusia fue Volga Bulgaria (922). Los tártaros del Kanato de Kazan heredó la población de creyentes de ese estado. Más tarde, la mayoría de los pueblos turcos europeos y caucásicos también se convirtieron en seguidores del islam.
Los tártaros del Kanato de Crimea, el último sucesor de la Horda de Oro, continuaron atacando el sur de Rusia y quemaron partes de Moscú en el año 1571. Hasta finales del siglo XVIII, los tártaros de Crimea mantuvieron una trata masiva de esclavos con los Imperio otomanos y el Medio Oriente, exportando alrededor de 2 millones de esclavos de Rusia y Ucrania durante el período entre los años 1500-1700.
Desde principios del siglo XVI hasta el curso del siglo XIX, toda Transcaucasia y el sur de Daguestán fueron gobernados por varios imperios iraníes sucesivos (los safávidas, afsharids y los qajar) y su arco vecino geopolítico e ideológico. rivales por otro lado, los turcos otomanos. En las áreas respectivas que gobernaron, tanto en el Cáucaso Norte como en el sur del Cáucaso, el islam chiita  y el sunita se expandieron, lo que resultó en una conversión rápida y constante de muchos más pueblos étnicos caucásicos en territorios adyacentes.
El período desde la conquista rusa de Kazán en 1552 por Iván el Terrible hasta la ascensión de Catalina la Grande en 1762 incluyó la represión rusa sistemática de los musulmanes mediante políticas de exclusión y discriminación, así como la destrucción de la cultura musulmana mediante la eliminación de manifestaciones externas del islam como las mezquitas. Inicialmente, los rusos demostraron su disposición a permitir que el islam floreciera, ya que los clérigos musulmanes eran invitados a las diversas regiones para predicar a los musulmanes, en particular a los kazajos, a quienes los rusos veían con desprecio. Sin embargo, la política rusa cambió hacia el debilitamiento del Islam al introducir elementos preislámicos de conciencia colectiva. Tales intentos incluyeron métodos para elogiar a las figuras históricas preislámicas e imponer un sentimiento de inferioridad enviando kazajos a las instituciones militares rusas de élite. En respuesta, los líderes religiosos kazajos intentaron llevar el fervor religioso al abrazar el pan-turquismo, aunque muchos fueron perseguidos como resultado. El gobierno de Rusia pagó a académicos islámicos del área de Ural-Volga que trabajan entre los kazajos.

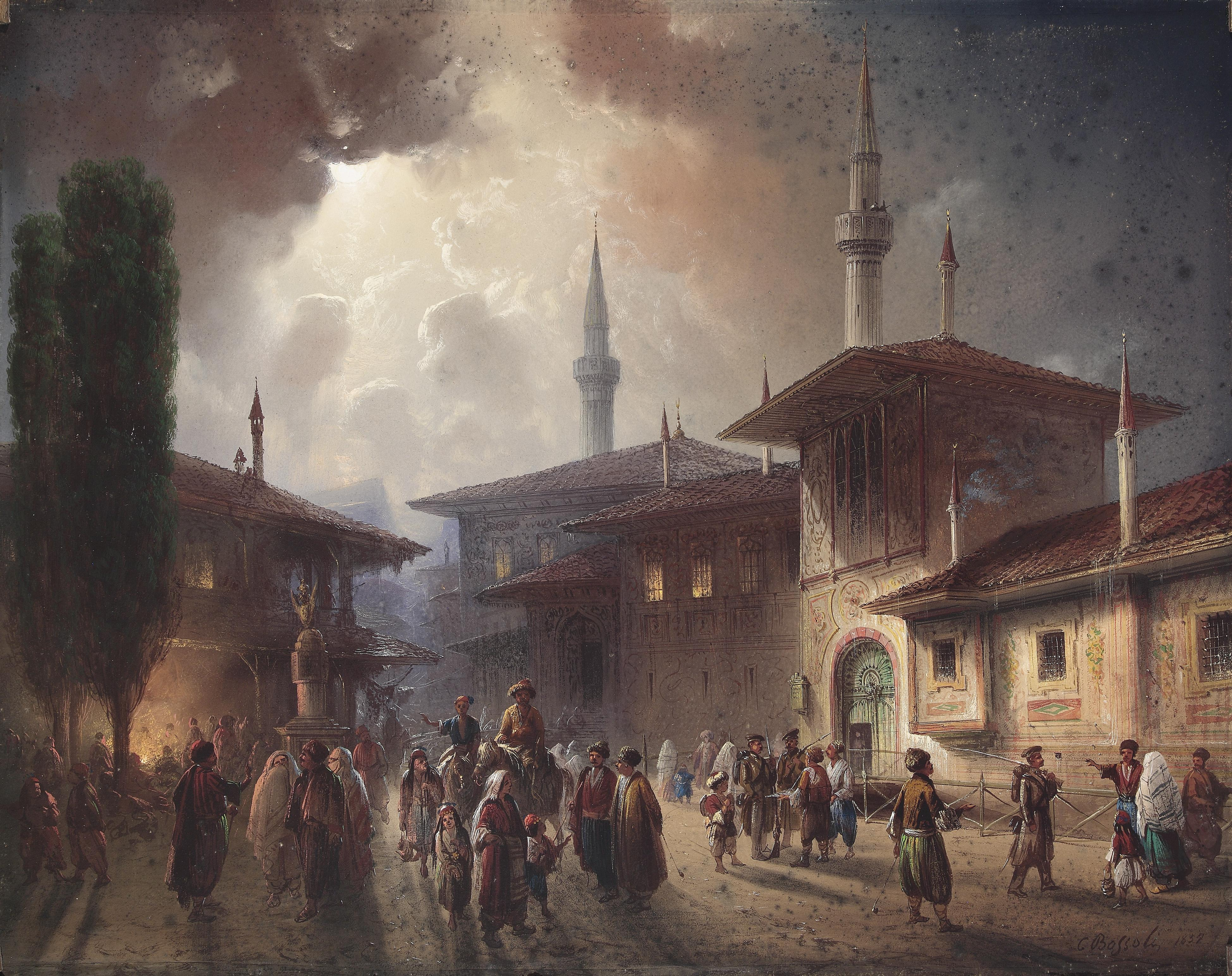
El Palacio del Khan de Crimea en Bakhchysarai en el año 1857. Crimea fue conquistada por el Imperio ruso en el año 1783.

La esclavitud islámica no tenía restricciones raciales. Las leyes rusas permitían legalmente que las muchachas rusas fuesen vendidas en el Novgorod bajo control ruso a los tártaros de Kazán en el siglo XVII. Se permitió la venta de alemanes, polacos y lituanos a los tártaros de Crimea en Moscú. En 1665, a los tártaros se les permitió comprar a los rusos, esclavos polacos y lituanos. Antes de 1649 los rusos podían ser vendidos a los musulmanes bajo la ley rusa en Moscú. Esto contrastaba con otros lugares en Europa fuera de Rusia donde a los musulmanes no se les permitía poseer cristianos.
La institución cosaca reclutó e incorporó a los mishar tártaros musulmanes. El rango de cosaco fue otorgado a Bashkirs. Turcos musulmanes y budistas Kalmyks sirvieron como cosacos. Los anfitriones Cossack Ural, Terek, Astracán y Don Cossack tenían Kalmyks en sus filas. Los musulmanes Mishar, los musulmanes teptiarios, los musulmanes tártaros de servicio y los musulmanes Bashkir se unieron al administrar a los cosacos de Orenburg. Los cosacos no musulmanes compartían el mismo estatus con los cosacos musulmanes de Siberia. Cosacos musulmanes en Siberia solicitaron un imán. Los cosacos en Siberia incluían musulmanes tártaros como en Bashkiria.

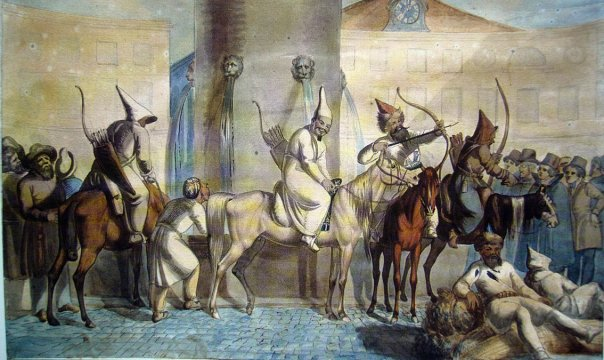
Bashkirs en París durante las Guerras napoleónicas, 1814

Bashkirs y Kalmyks en el ejército ruso lucharon contra las fuerzas de Napoleón. Fueron juzgados como aptos para inundar a los oponentes pero no como combates intensos. Estaban en unas unidades no estándar en el ejército. Flechas, arcos y armas de combate cuerpo a cuerpo fueron manejadas por los musulmanes Bashkirs. Las mujeres Bashkir lucharon entre los regimientos. Denis Davidov mencionó las flechas y arcos esgrimidos por los Bashkirs. Las fuerzas de Napoleón se enfrentaron contra Kalmyks a caballo. Napoleón se enfrentó a las fuerzas Bashkir montadas a la luz. Los comandantes rusos disponían de Kalmyks montados y bashkires que suman 100 para la guerra contra Napoleón. Kalmyks y Bashkirs sirvieron en el ejército ruso en Francia. Un nachalnik estaba presente en cada uno de los 11 cantones del anfitrión Bashkiria que fue creado por Rusia después de la Rebelión de Pugachev. Bashkirs tenía el estatuto militar de 1874 aplicado a ellos.

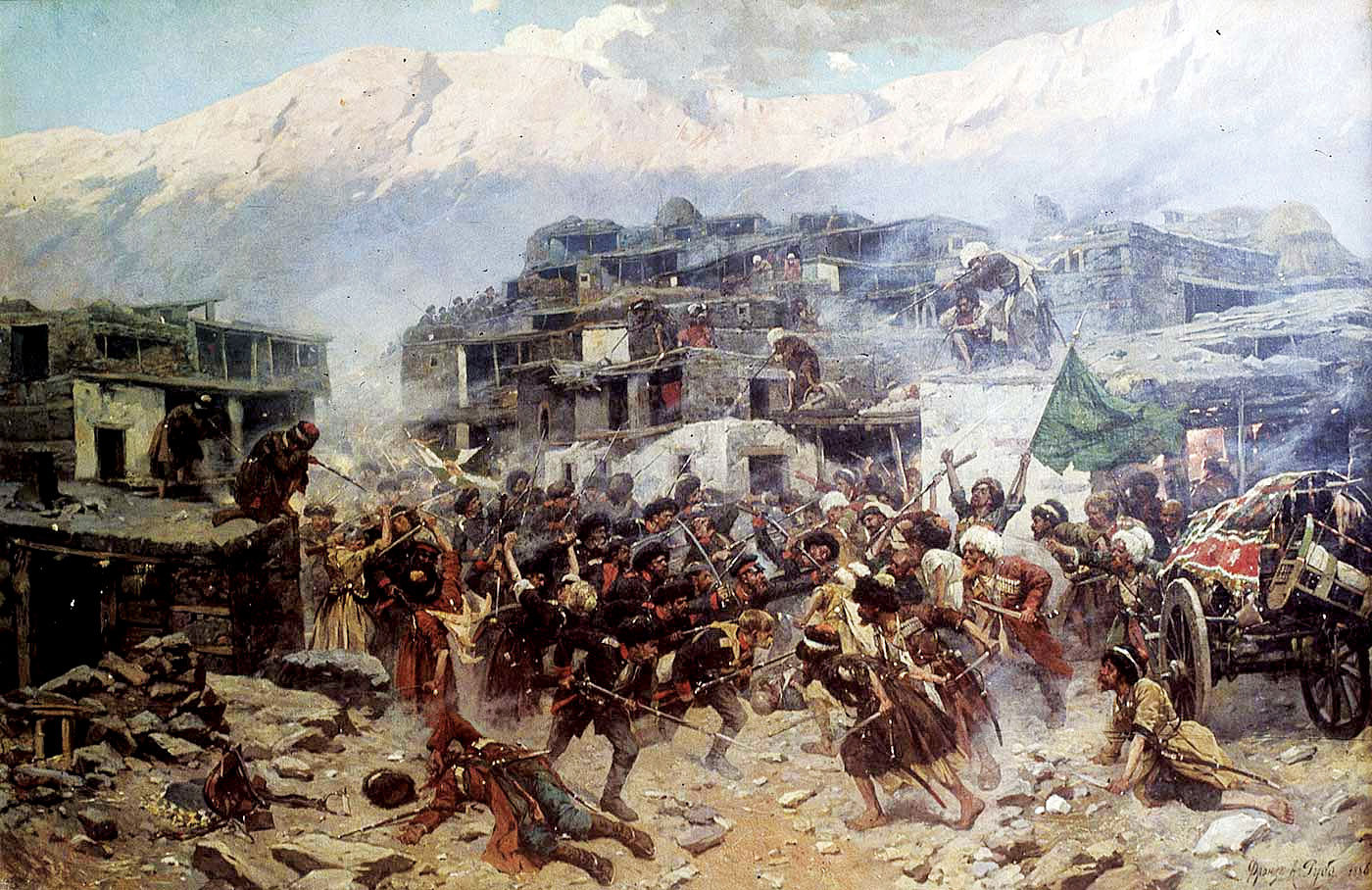
Luchando en las montañas de Daguestán durante la Guerra Murid

Mientras que la expulsión total (como se practica en otras naciones cristianas como España, Portugal y Sicilia) no fue factible para lograr una población ortodoxa rusa homogénea, otras políticas como concesiones de tierras y la promoción de la migración de otras poblaciones rusas y no musulmanas en Las tierras musulmanas desplazaron a muchos musulmanes, convirtiéndolos en minorías en lugares como algunas partes de la región del sur de los Montes Urales y alentando la emigración a otras partes como la Turquía otomana y la vecina Persia, y casi aniquilando a los circasianos, tártaros de Crimea y varios musulmanes del Cáucaso. El ejército ruso reunió a personas y expulsó a musulmanes de sus aldeas hacia puertos del Mar Negro, donde esperaban barcos provistos por el vecino Imperio Otomano. El objetivo explícito de Rusia implicaba expulsar a los grupos problemáticos de sus tierras. Se les dio la opción de dónde reasentarse: en el Imperio Otomano, en Persia, o en Rusia, lejos de sus antiguas tierras. La Guerra Ruso-Caucásica terminó con la firma del juramentos de lealtad por parte de los líderes circasianos el 2 de junio [OS 21 de mayo] 1864. Posteriormente, el Imperio Otomano ofreció albergar a los circasianos que no deseaban aceptar el gobierno de un monarca cristiano, y muchos Emigraron a Anatolia (el corazón del Imperio Otomano) y terminaron en la Turquía moderna, Siria, Jordania, Palestina, Irak y Kosovo. Muchos otros musulmanes caucásicos terminaron en el vecino Irán, un número considerable de chiitas kurdos, azerbaiyanos, musulmanes georgianos, kabardines y laksianos. Varios historiadores rusos, caucásicos y occidentales están de acuerdo con la cifra de 500,000 habitantes de la región montañosa del Cáucaso fueron deportados por Rusia en la década de 1860. Una gran proporción de ellos murió durante el tránsito por enfermedad. Los que permanecieron leales a Rusia se instalaron en las tierras bajas, en la margen izquierda del río Kuban. La tendencia de rusificación ha continuado a diferentes ritmos en el resto de los períodos zarista y soviético, por lo que a partir del año 2014, más tártaros vivían fuera de la República de Tartaristán que dentro de ella.
Una política de imposición deliberada antigua educación antimoderno, tradicional, conservador islámico en las escuelas y la ideología islámica fue aplicada por los rusos con el fin de obstaculizar deliberadamente y destruir a la oposición a su gobierno, manteniéndolos en un estado de letargo y prevenir las ideologías extranjeras de estar penetrando.

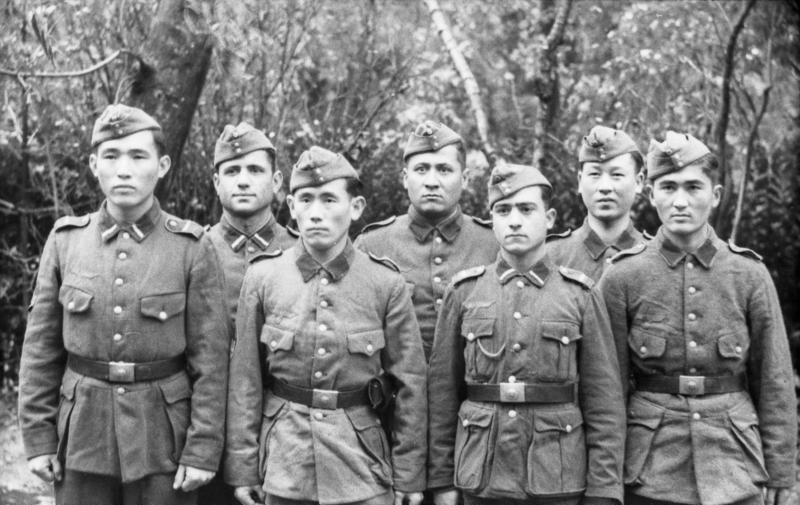
Soldados soviéticos capturados de origen musulmán se ofrecieron como voluntarios en gran número para los Ostlegionen de la Wehrmacht.

### La Segunda Guerra Mundial
Esta notablemente documentado que muchos miles de musulmanes soviéticos sirvieron y lucharon en la Gran Guerra Patriótica contra la Alemania nazi.

## Islam en el período postsoviético

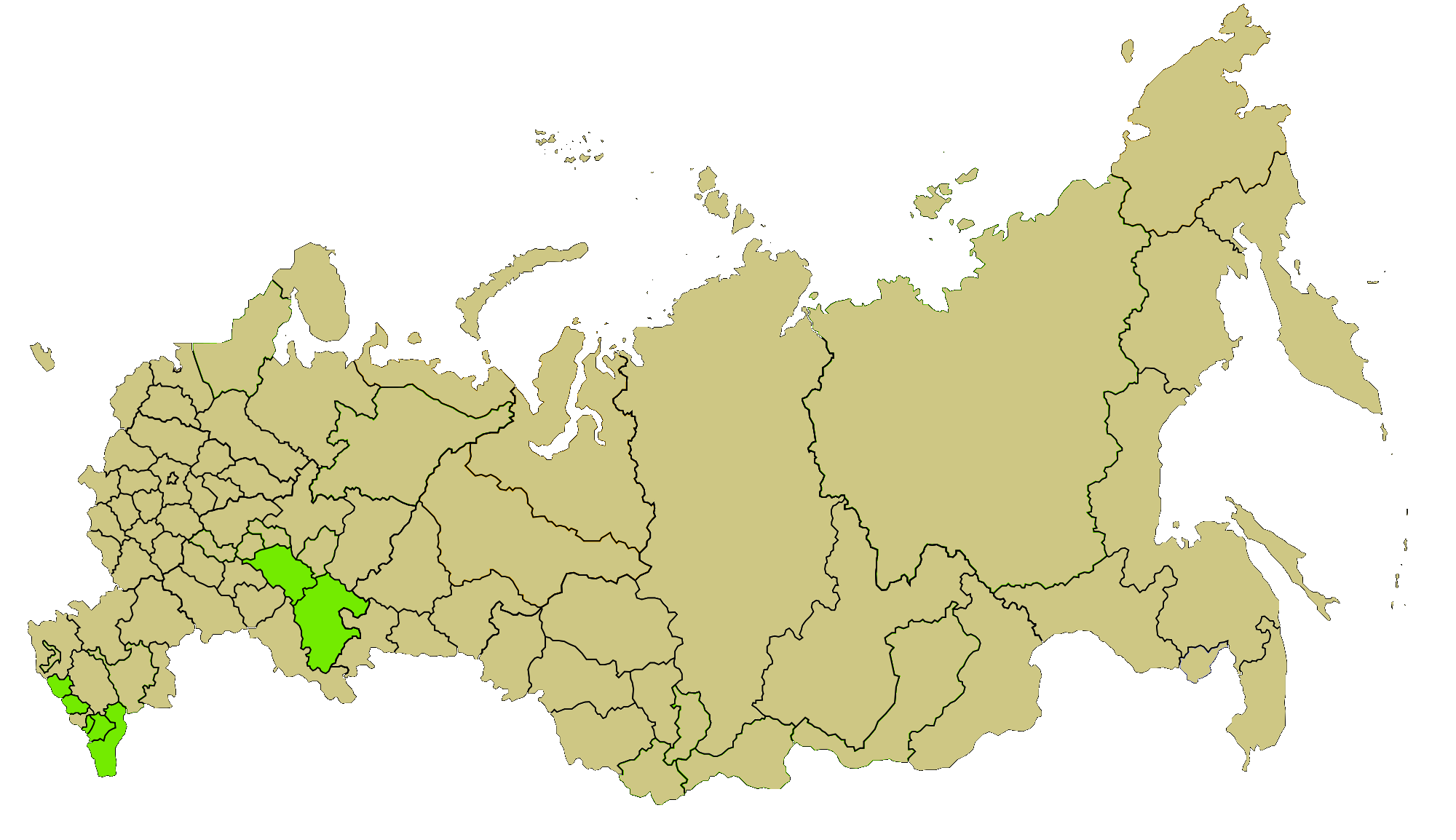
Áreas en Rusia con una población musulmana significativa

Hubo mucha evidencia de conciliación oficial hacia el islam en Rusia en la década de 1990. El número de musulmanes permitidos para peregrinar a La Meca aumentó drásticamente después de que el embargo de la era soviética terminó en el año 1991. En 1995, la recién establecida Unión de Musulmanes de Rusia, dirigida por el Imam Khatyb Mukaddas de Tartaristan, comenzó a organizar un movimiento dirigido en la mejora de la comprensión interétnica y en la finalización de la concepción errónea del Islam por parte de los rusos. La Unión de Musulmanes de Rusia es el sucesor directo de la Unión de Musulmanes antes de la Primera Guerra Mundial, que tenía su propia facción en la Duma rusa. El sindicato poscomunista formó un partido político, el Movimiento público musulmán Nur de toda Rusia, que actúa en estrecha coordinación con los imanes musulmanes para defender los derechos políticos, económicos y culturales de los musulmanes. El Centro Cultural Islámico de Rusia, que incluye una madrassa (escuela religiosa), se inauguró en Moscú en el año 1991. En la década de 1990, el número de publicaciones islámicas aumentó. Entre ellos se encuentran algunas revistas en ruso, a saber: «Ислам» (transliteración: Islam), «Эхо Кавказа» (Ekho Kavkaza) e «Исламский вестник» (Islamsky Vestnik), y el periódico en idioma ruso «Ассалам» (Assalam), y «Нуруль Ислам» (Nurul Islam), Daguestán.
Kazan tiene una gran población musulmana (probablemente la segunda después del grupo urbano de Moscú de los musulmanes y el mayor grupo indígena en Rusia) y es la sede de la Universidad Islámica Rusa de Kazán, Tartaristán. La educación se imparte en ruso y en tártaro. En Daguestán hay varias universidades y madrasas islámicas, entre las que se destacan: la Universidad Islámica de Daguestán, y el Instituto de Teología y Relaciones Internacionales, cuyo rector, Maksud Sadikov, fue asesinado el 8 de junio de 2011.
Talgat Tadzhuddin era el jefe Mufti de Rusia. Desde la época soviética, el gobierno ruso ha dividido a Rusia en una serie de direcciones espirituales musulmanas. En 1980 Talgat Tazhuddin se hizo Mufti de la URSS europea y la División de Siberia. Desde 1992 dirige la Dirección espiritual musulmana central o combinada de toda Rusia.
Putin ha dicho que el cristianismo ortodoxo está mucho más cerca del Islam que el catolicismo.
Hubo una gran ira de la mayoría de los musulmanes del Cáucaso contra los dibujos animados de Charlie Hebdo en Francia. Se cree que Putin apoyó las protestas de los musulmanes en Rusia contra las caricaturas de Charlie Hebdo y Occidente.

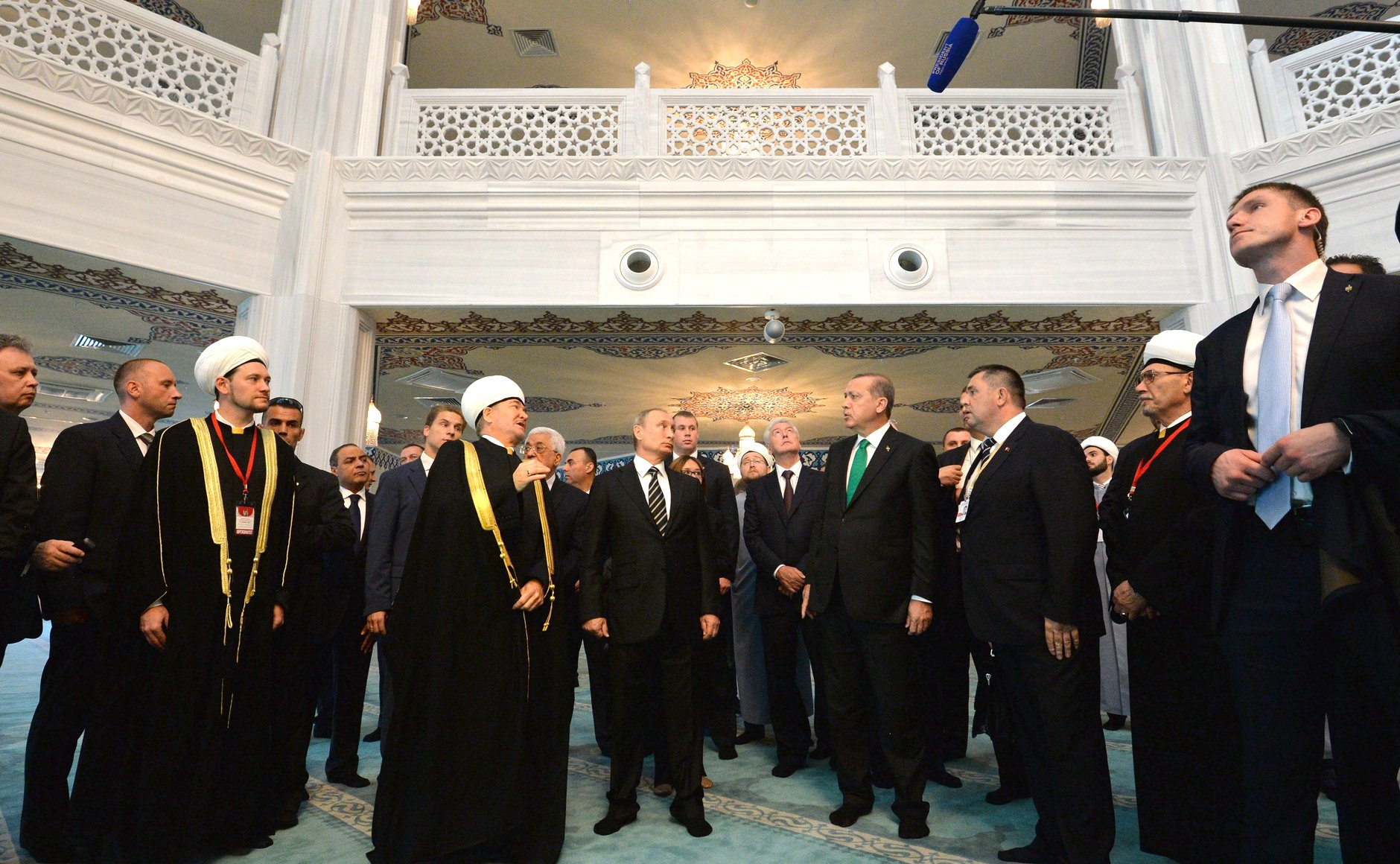
Vladímir Putin y Recep Tayyip Erdoğan inauguraron la Mezquita de la Catedral de Moscú, el 23 de septiembre de 2015.

Un correo electrónico en cadena difundió un discurso engañoso atribuido a Putin que exigía políticas de asimilación difíciles para los inmigrantes, no hay evidencia de que se pueda encontrar tal discurso en los medios rusos o en los archivos de la Duma.
El islam se ha expandido bajo el gobierno de Putin. Los musulmanes tártaros están participando en un avivamiento bajo Putin.
Un supermercado musulmán tártaro en Tartaristan vendió calendarios con imágenes del presidente estadounidense Obama representado como un mono e inicialmente se negó a disculparse por vender el calendario. Luego fueron forzados a emitir una disculpa más tarde.
En Tartaristán, una fábrica de helados atendida por musulmanes tártaros produjo helado Obamka (pequeño Obama) con un paquete que muestra un pendiente con un niño negro y miembros del personal como el director de finanzas Anatoli Ragimkhanov y Rasil Mustafin, director de desarrollo adjunto defendieron la venta. Según The Washington Post, «los musulmanes rusos están divididos con respecto a la intervención [rusa] en Siria, pero hay más pro a favor y en contra de la guerra».
El presidente ruso, Vladímir Putin, ha permitido la implementación de facto de la ley Sharia en Chechenia por parte de Ramzan Kadyrov, incluida la poligamia y el velo obligatorio.
Hubo un gran descontento social por parte de la mayoría de los musulmanes del Cáucaso contra las caricaturas de Charlie Hebdo en Francia. Se cree que Putin respaldó las protestas de los musulmanes en Rusia contra las caricaturas de Charlie Hebdo y Occidente.
En 2024, Putin besó un ejemplar del Corán dentro de una mezquita durante una visita sorpresa a Chechenia y declaró que «el Corán es sagrado para los musulmanes y debería serlo para los demás». Afirmó que las profanaciones del Corán se consideran «delitos tanto según la Constitución como según el código penal».
Según el artículo 148 del Código Penal ruso, se tipifica como delito realizar actos públicos que expresen una falta de respeto explícita a la sociedad y se cometan con el fin de ofender los sentimientos religiosos de los creyentes. La parte 2 del mismo artículo establece penas más severas para los actos mencionados cuando se acompañan de la profanación de símbolos sagrados o textos religiosos.

### Demografía

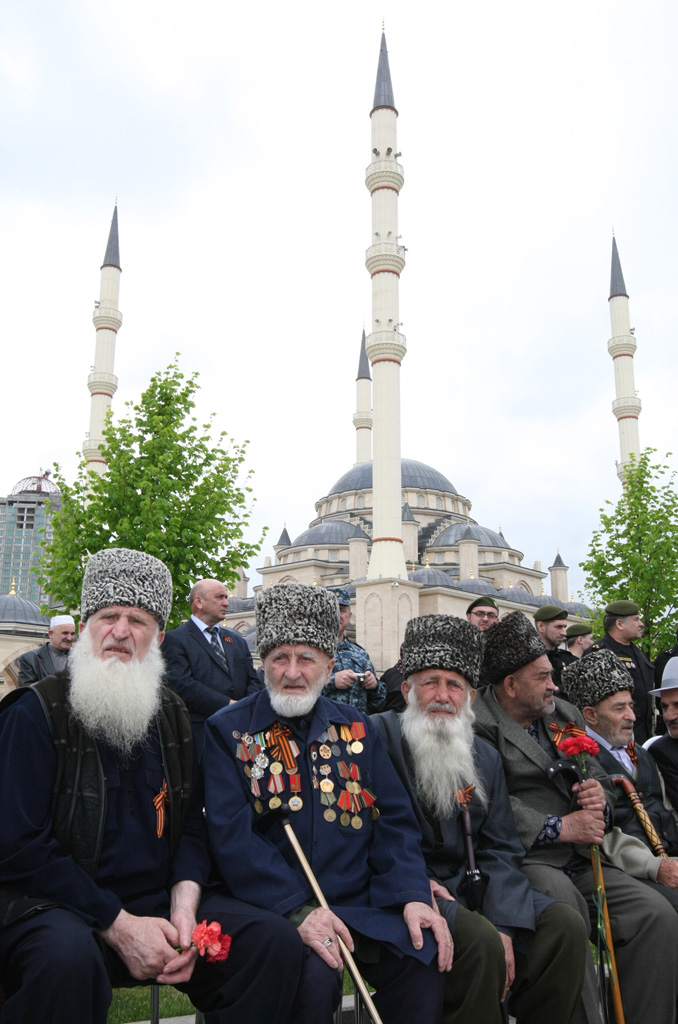
Veteranos chechenos de la Segunda Guerra Mundial durante las celebraciones del 66.º aniversario de la victoria en la Gran Guerra Patria.

La mayoría de los musulmanes en Rusia se adhieren a la rama sunita del Islam. Alrededor del 10% o más de dos millones son musulmanes chiitas. También hay una presencia activa de Ahmadi. En algunas áreas, especialmente en Daguestán y Chechenia, existe una tradición del sufismo sunita, que está representada por las escuelas Naqshbandi y Shadhili, cuyo maestro espiritual Said Afandi al-Chirkawi recibió cientos de visitantes diariamente. Los azeríes también han sido históricamente y todavía actualmente nominalmente seguidores de Shi'a Islam, cuando su república se separó de la Unión Soviética, un número significativo de azeríes emigró a Rusia en busca de trabajo.
Los notables conversos rusos al islam incluyen a Vyacheslav Polosin, Vladimir Khodov y Alexander Litvinenko, un desertor de la inteligencia rusa, que se convirtió en su lecho de muerte.

### Hajj
Un récord de 18,000 peregrinos musulmanes rusos de todo el país asistieron al Hayy en La Meca, Arabia Saudita en 2006. En 2010, al menos 20,000 peregrinos musulmanes rusos asistieron al Hajj, mientras los líderes musulmanes rusos enviaban cartas al Rey de Arabia Saudita solicitando que la cuota de visa saudita se eleve a por lo menos 25,000-28,000 visas para musulmanes. Debido a la abrumadora demanda de los musulmanes rusos, el 5 de julio de 2011, Muftis solicitó la asistencia del presidente Dmitri Medvédev para aumentar la cuota de peregrinación asignada por Arabia Saudita en Vladikavkaz. La III Conferencia Internacional sobre la Gestión del Hajj, a la que asistieron unos 170 delegados de 12 condados, se celebró en Kazan del 7 al 9 de julio de 2011.

### Controversias de lenguaje
Durante siglos, los tártaros constituyeron el único grupo étnico musulmán en la Rusia europea, siendo el idioma tártaro el único idioma utilizado en sus mezquitas, una situación que experimentó un rápido cambio a lo largo del siglo XX como un gran número de musulmanes del Cáucaso y Asia Central. emigró a las ciudades centrales de Rusia y comenzó a asistir a las mezquitas de habla tártara, lo que generó presión sobre los imanes de dichas mezquitas para que comiencen a usar el ruso. Este problema es evidente incluso dentro de Tartaristan, donde los tártaros constituyen la mayoría.

## Islam en Moscú
Según el censo ruso de 2010, Moscú tiene menos de 300,000 residentes permanentes de origen musulmán, mientras que algunas estimaciones sugieren que Moscú tiene alrededor de 1 millón de residentes musulmanes y hasta 1.5 millones más de trabajadores musulmanes migrantes. La ciudad ha permitido la existencia de cuatro mezquitas. El alcalde de Moscú afirma que cuatro mezquitas son suficientes para la población. La economía de la ciudad «no podría funcionar sin ellos», dijo. Actualmente hay 4 mezquitas en Moscú y 8,000 en toda Rusia.

## Galería

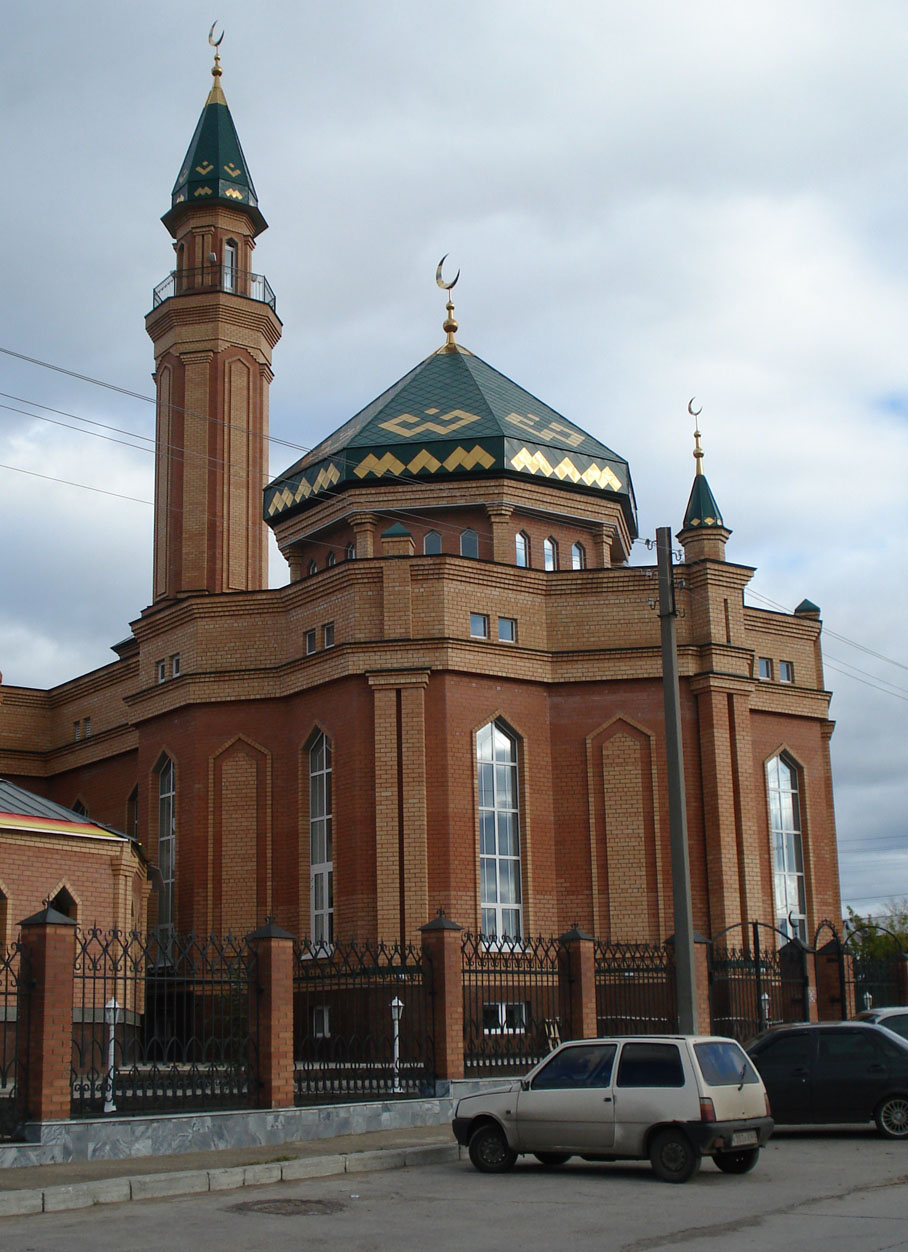
Mezquita en Rusia
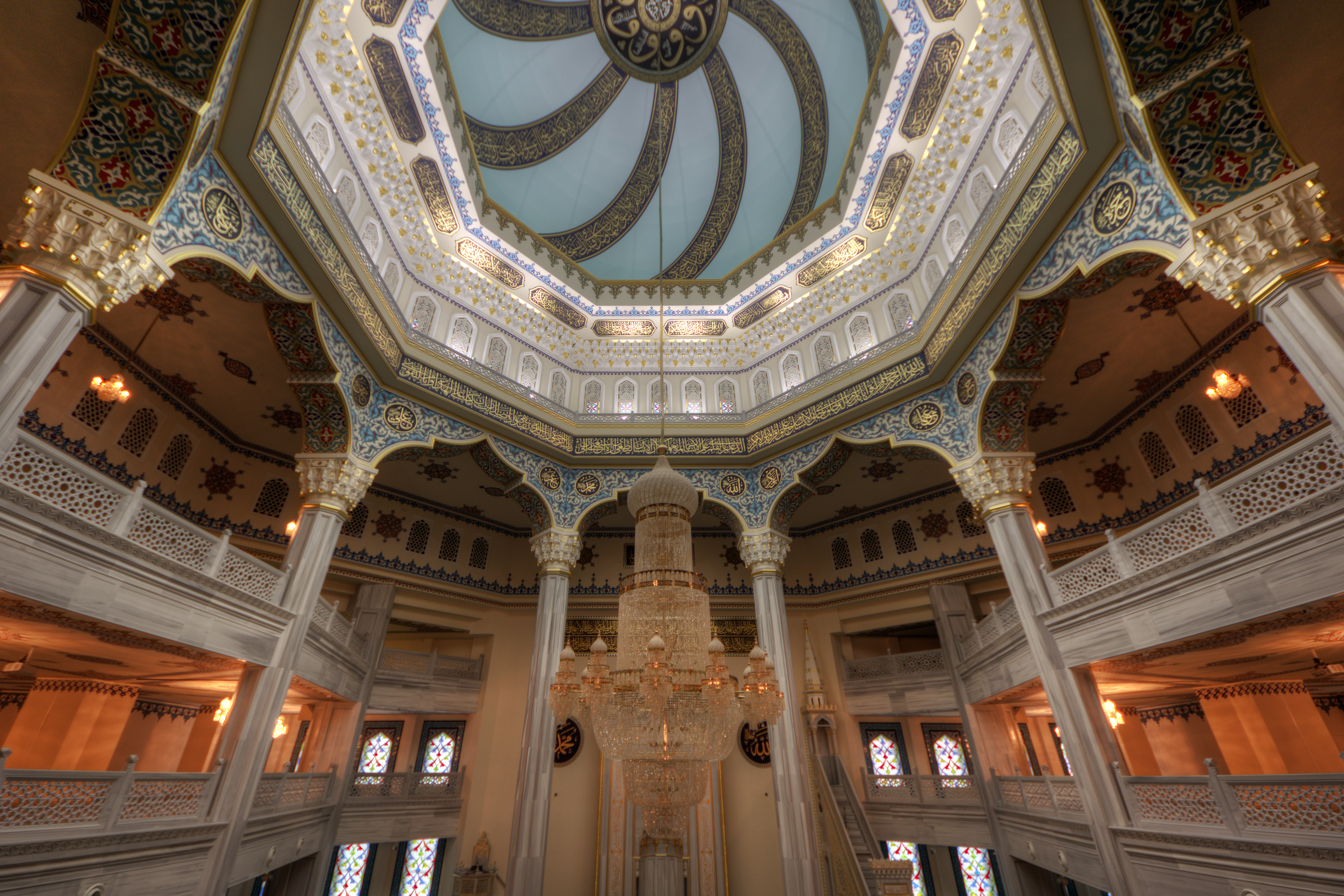
Mezquita de la Catedral de Moscú
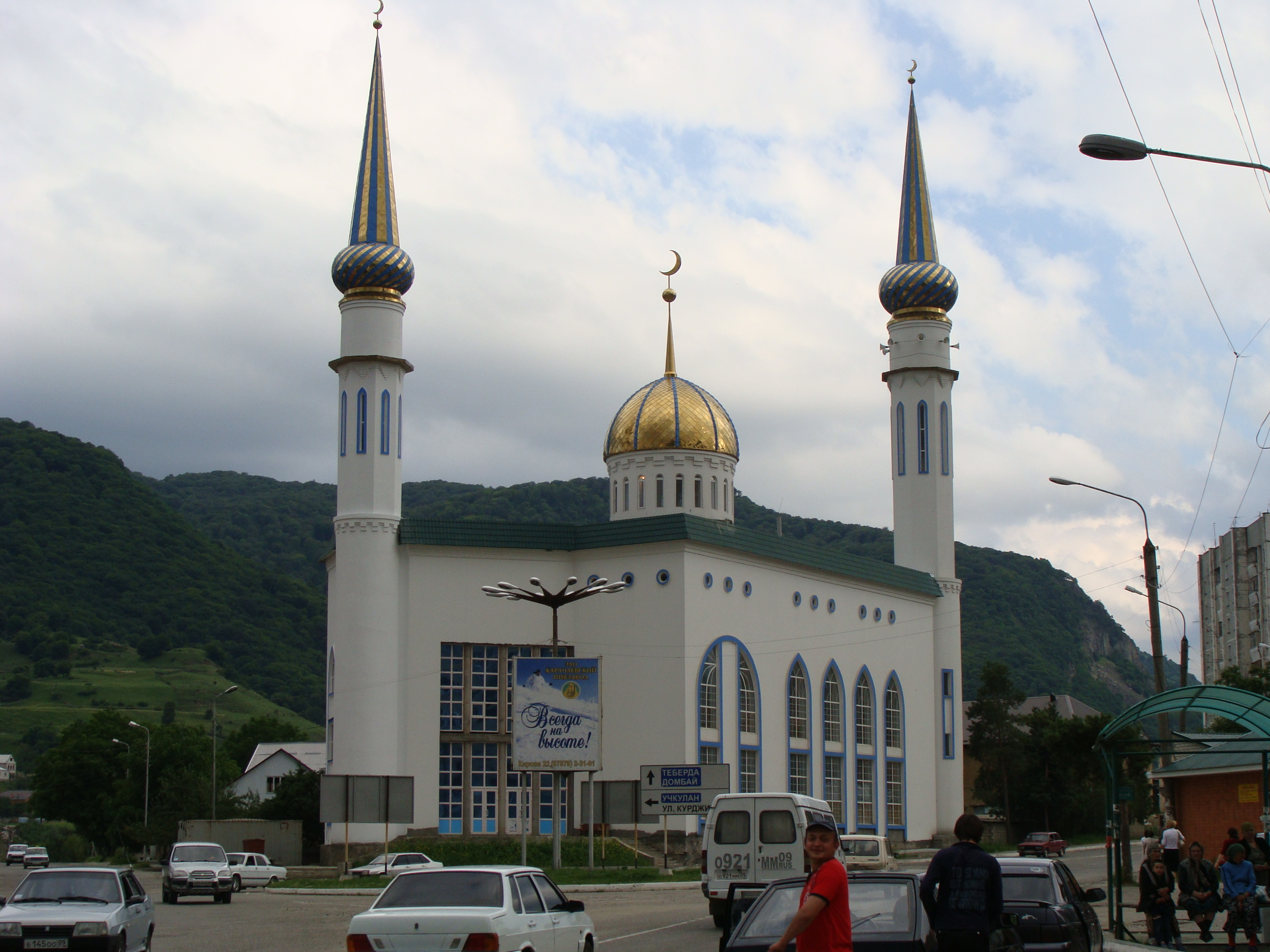
Mezquita central de Karachaevsk, Karachaevo-Cherkessia
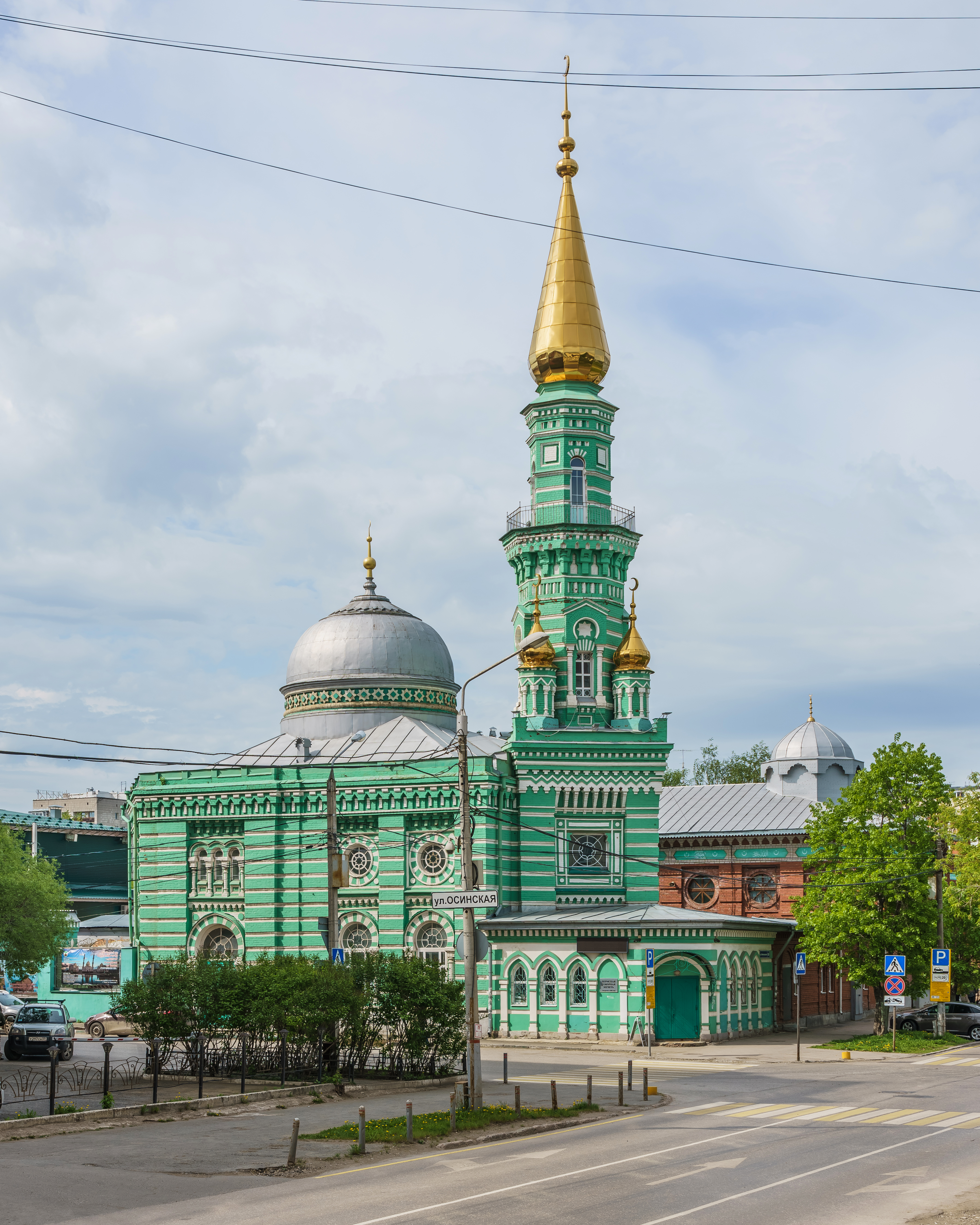
Mezquita de Perm, Krai de Perm
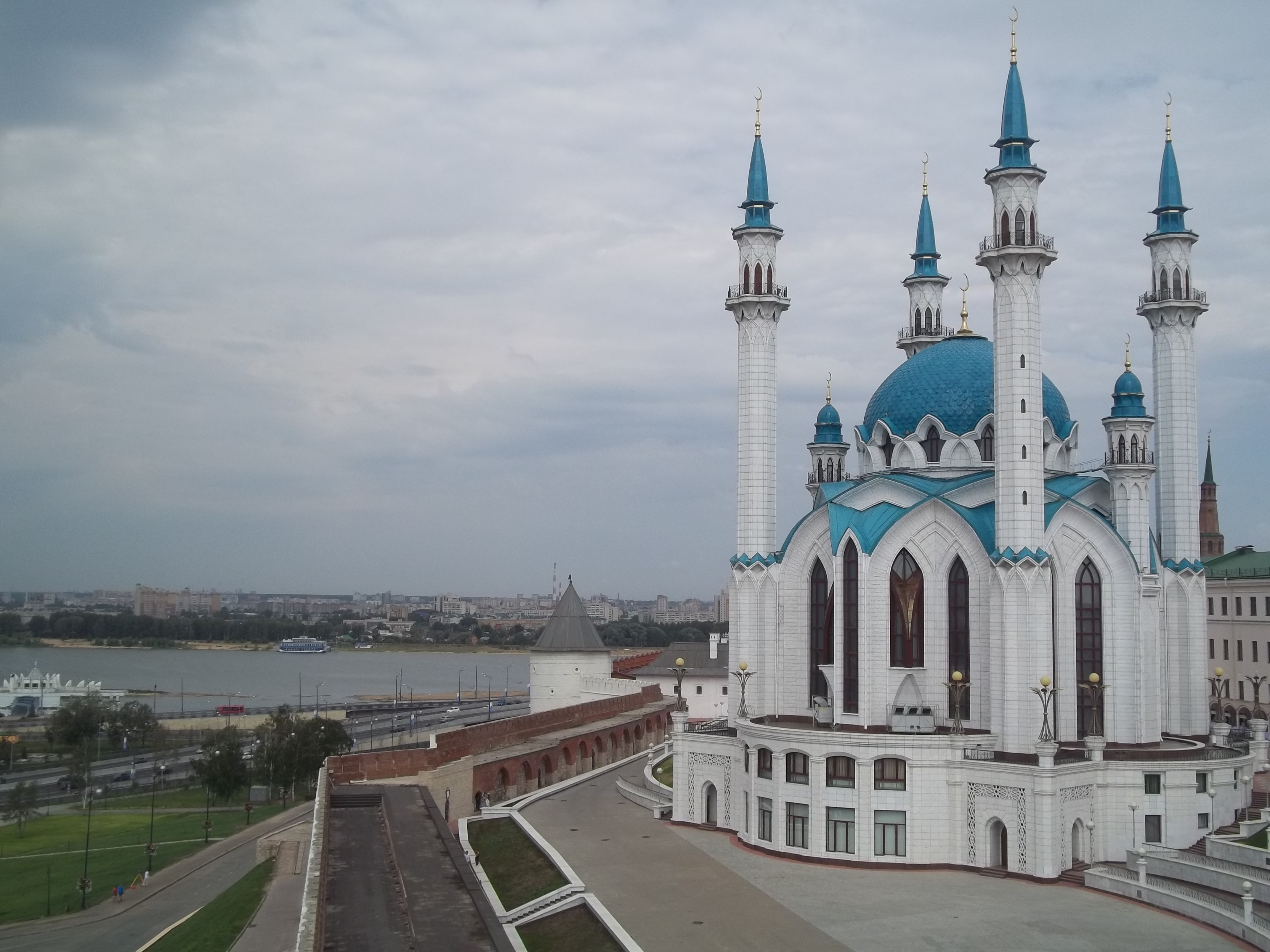
Mezquita de Qolşärif , Kazán , Tartaristán
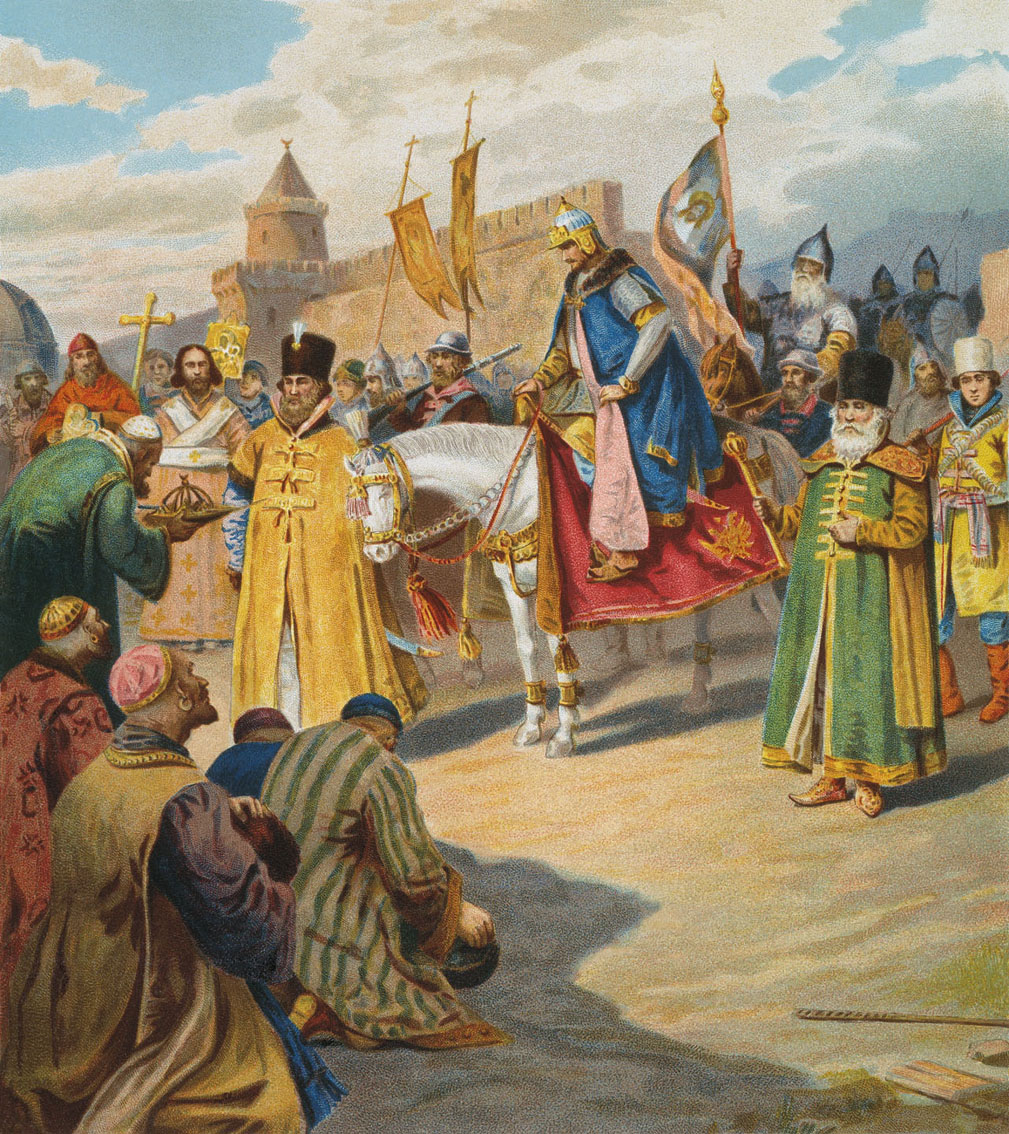
Iván el Terrible subyugó a los tártaros y convirtió a la fuerza algunos de ellos al cristianismo.